# Kloster St. Anna (Luzern)

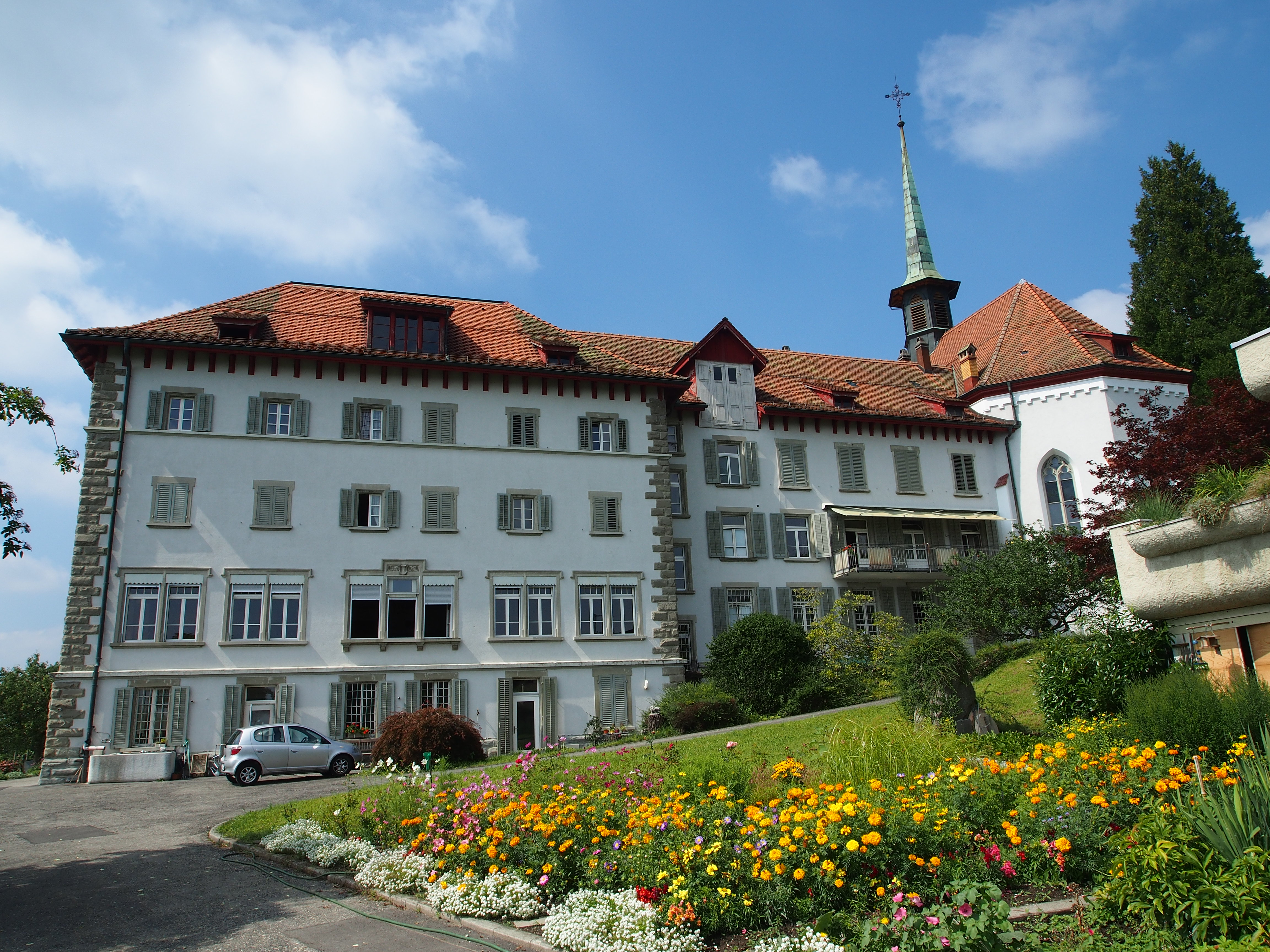
Kloster St. Anna

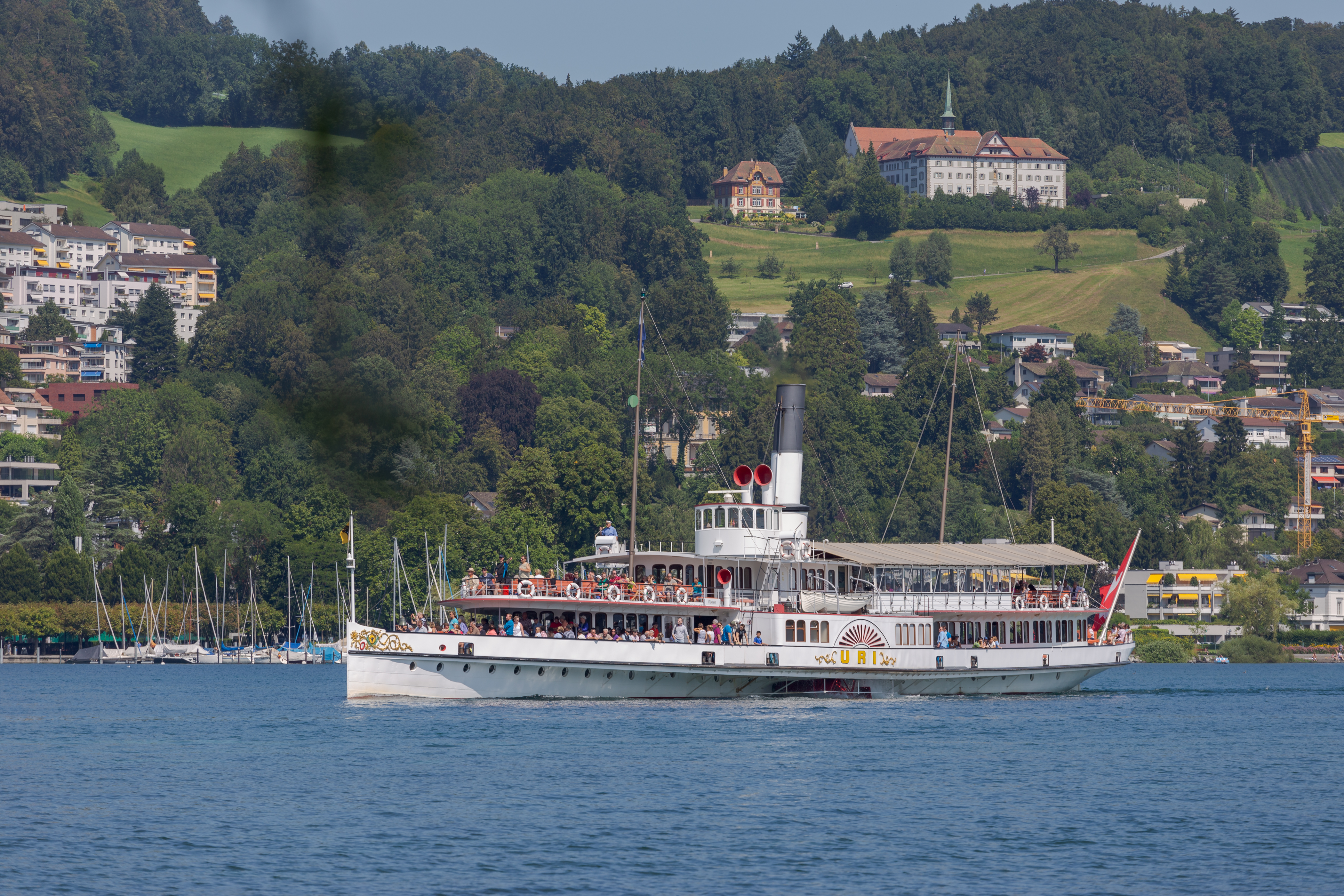
Kloster St. Anna in aussichtsreicher Lage über dem Vierwaldstättersee

Das Kloster St. Anna ist ein Kapuzinerinnen-Kloster auf dem Gerlisberg in Luzern in der Schweiz.

## Geschichte
Der Orden ist seit 1498 in Luzern beheimatet, dem Jahr, in dem fünf Terziarinnen aus Solothurn bei der St.-Anna-Kapelle auf der Bruchmatte ein klösterliches Leben aufnahmen. 1574 hatten sie ihr Klösterchen „unter den Bäumen“ beim Sternenplatz (heute Restaurant Stadtkeller). 1599 zogen sie in die Rössligasse und von 1619 bis 1904 wirkten sie im Bruchkloster. 1899 wurde das Kloster und die Liegenschaft von der Regierung des Kantons Luzern käuflich erworben. Nach langen Beratungen um einen neuen Bauplatz wurde ihnen von einem Gönner der Familie Crivelli ein solcher auf dem Gerlisberg angeboten. Das neue Kloster wurde vom damaligen Kantonsingenieur Müller in den Jahren 1901 bis 1904 gebaut.

## Hostienbäckerei
Im Kloster befindet sich eine Hostienbäckerei. Die Hostien werden mangels Nachwuchs nicht mehr von den Schwestern, sondern von Laien vorwiegend in Handarbeit hergestellt.